# 董兆熊
董兆熊（1806年—1858年），字敦臨，一字夢蘭，蘇州吳江人，咸豐初年舉孝廉方正。曾為清初詩人厲鶚的《樊榭山房集》作注。又選輯南宋詩文為《南宋文錄》，身後稿本經刪存為《南宋文錄錄》，刊行於世。